# Connor Barron
Connor Barron (* 29. August 2002 in Kintore) ist ein schottischer Fußballspieler, der bei den Glasgow Rangers unter Vertrag steht.

## Karriere

### Verein
Connor Barron wurde im Jahr 2002 in Kintore etwa 18 km nordwestlich von Aberdeen in der gleichnamigen Region Aberdeenshire geboren. Im Jahr 2012 kam er in die Jugendakademie des FC Aberdeen und war Mannschaftskapitän der U18- und U20-Mannschaft. Ab September 2020 wurde Barron an den schottischen Viertligisten Brechin City verliehen, für den er in der Saison 2020/21 in 13 Ligaspielen ein Tor gegen Elgin City erzielte. Brechin stieg am Ende der Spielzeit in die Highland Football League ab. Im August 2021 folgte eine Leihe zum ambitionierten Viertligisten Kelty Hearts. Bei den „Hearts“ gelang ihm bis in den Januar 2022 die gleiche Anzahl an Spielen und Toren wie zuvor in Brechin.
Im Januar 2022 wurde der 19-Jährige vorzeitig von seiner Leihe zu den Kelty Hearts zurückgerufen. Die „Hearts“ waren zu diesem Zeitpunkt souveräner Tabellenführer in der Liga. Im gleichen Monat verlängerte er seinen Vertrag in Aberdeen bis zum Sommer 2024. Am 15. Februar 2022 debütierte Barron für die erste Mannschaft der „Dons“ in der Scottish Premiership gegen den FC St. Johnstone und zeigte eine beeindruckende Leistung. Bis zum Ende der Saison absolvierte Barron zwölf weitere Ligaspiele. Am 29. Oktober 2022 gelang ihm gegen die Glasgow Rangers bei einer 1:4-Niederlage im Ibrox Stadium sein erstes Tor für Aberdeen. In der Saison 2022/23 kam Barron auf 17 Spiele und ein Tor. Mit Aberdeen absolvierte er im folgenden Jahr seine ersten Einsätze im Europapokal, als er mit der Mannschaft in der Gruppenphase der Conference League auf Eintracht Frankfurt, HJK Helsinki und PAOK Saloniki traf. Seine Einsätze in der ersten Liga in Schottland erhöhten sich in der Saison 2023/24 auf 29 Spiele in denen ihm ein Tor gegen den FC St. Mirren gelang.
Im Juni 2024 unterschrieb Barron einen Vierjahresvertrag bei den Glasgow Rangers.

### Nationalmannschaft
Connor Barron spielte im Jahr 2017 fünfmal in der schottischen U-16-Nationalmannschaft. Ab 2018 kam er zehnmal in der U17 zum Einsatz. 2022 debütierte er in der U21-Nationalmannschaft.